# Aleksiej Babkin
Aleksiej Nikiticz Babkin (ros. Алексей Никитич Бабкин, ur. w październiku 1906 w Jekaterynodarze (obecnie Krasnodar), zm. 6 listopada 1950 w Moskwie) – funkcjonariusz NKWD, generał porucznik, ludowy komisarz spraw wewnętrznych Kazachskiej SRR (1940–1941 i 1941–1943) i bezpieczeństwa państwowego Kazachskiej SRR (1943–1944).

## Życiorys
Uczeń tokarza, następnie działacz Komsomołu. Instruktor i kierownik wydziału rejonowych komitetów Komsomołu w Krasnodarze i Ust'-Łabińsku, przewodniczący Komsomołu w okręgu kubańskim, od kwietnia 1928 członek WKP(b). 1928–1930 służył w Armii Czerwonej, w 1935 ukończył studia w Instytucie Inżynierii w Rostowie, 1935–1937 inżynier-technolog w fabryce w Taganrogu. 1937-1938 sekretarz Komitetu Rejonowego WKP(b) w Taganrogu, 1938 II sekretarz Komitetu Miejskiego WKP(b) w Taganrogu i kierownik Wydziału Przemysłowego Komitetu Obwodowego WKP(b) w Rostowie. 1938–1939 słuchacz kursów NKWD ZSRR, 1939–1940 szef Zarządu NKWD w obwodzie tulskim, od 8 października 1940 do 26 lutego 1941 i ponownie od 31 lipca 1941 do 7 maja 1943 ludowy komisarz spraw wewnętrznych Kazachskiej SRR. 17 stycznia 1939 mianowany kapitanem, 14 marca 1940 majorem, 22 października 1940 starszym majorem, a 14 lutego 1943 komisarzem bezpieczeństwa państwowego 3 rangi. Od 7 maja 1943 do 22 marca 1944 ludowy komisarz bezpieczeństwa państwowego Kazachskiej SRR, od 22 marca 1944 do 10 marca 1945 szef Zarządu NKGB w obwodzie czelabińskim, od 10 marca 1945 do 2 kwietnia 1946 pełnomocnik NKGB/NKWD ZSRR w Łotewskiej SRR. 9 lipca 1945 mianowany generałem porucznikiem. Od kwietnia 1946 do grudnia 1949 pełnomocnik Rady Ministrów ZSRR przy Instytucie Naukowo-Badawczym Zagadnień Fizycznych Akademii Nauk ZSRR, następnie do śmierci zastępca szefa I Głównego Zarządu przy Radzie Ministrów ZSRR ds. kadr.

## Odznaczenia
- Order Lenina
- Order Czerwonego Sztandaru (dwukrotnie - 20 września 1943 i 31 maja 1945)
- Order Czerwonej Gwiazdy (26 kwietnia 1940)
- Odznaka „Honorowy funkcjonariusz Czeki/GPU (XV)” (30 kwietnia 1939)